# عثة البحر طويلة الذيل
عثة البحر طويلة الذيل (الاسم العلمي Pegasus volitans)، سمكة بحرية من العثيات البحرية. أستراليا، البحرين، الصين، الهند، اندونيسيا، ماليزيا، موزامبيق، ميانمار، والفلبين، السعودية، سنغافورة، تايوان، تنزانيا، وتايلاند. تستخدم هذه السمكة في الطب الصيني وفي تجارة الأحواض.